# Хуан Карлос Чавес
Хуан Карлос Чавес (ісп. Juan Carlos Chávez, нар. 18 січня 1967) — мексиканський футболіст, що грав на позиції півзахисника. Виступав за національну збірну Мексики. 
По завершенні ігрової кар'єри — тренер.

## Клубна кар'єра
У дорослому футболі дебютував 1988 року виступами за команду «Атлас», в якій провів три сезони, взявши участь у 40 матчах чемпіонату. Провівши сезону 1991/92 в «Пуеблі», повернувся до «Атласа», де провів наступні чотири роки кар'єри.
1996 року став гравцем «Монаркас», з якого вже за рік знову повернувся до «Атласа». Останньою ж у кар'єрі гравця була команда «Пачуки», за яку він провів 12 ігор у сезоні 1998/99.

## Виступи за збірну
1993 року дебютував в офіційних матчах у складі національної збірної Мексики. Наступного року у складі збірної був учасником чемпіонату світу 1994 року у США, на якому мексиканці вибули з боротьби на стадії 1/8 фіналу, а Чавес узяв участь в одній грі групового етапу проти збірної Італії (1:1).
Загалом протягом дворічної кар'єри у національній команді провів у її формі 3 матчі.

## Кар'єра тренера
Першу відомість як тренер отримав працюючи протягом 2009–2011 років з молодіжною збірною Мексики. 2011 року очолювана ним команда виграла тогорічний розіграш молодіжного чемпіонату КОНКАКАФ та здобула бронзові нагороди молодіжного чемпіонату світу 2011.
Після цього успіху отримав пропозицію перейти на клубну роботу. Протягом 2011–2012 років тренував «Атлас», команду, в якій провів більшу частину ігрової кар'єри. Згодом тренував декілька нижчолігових мексиканських команд.

## Титули і досягнення
Гравець
- Переможець Золотого кубка КОНКАКАФ: 1993

Тренер
- Чемпіон КОНКАКАФ (U-20): 2011